# Pristimera biholongii
Pristimera biholongii är en benvedsväxtart som beskrevs av N. Hallé. Pristimera biholongii ingår i släktet Pristimera och familjen Celastraceae. Inga underarter finns listade.